# Taikyoku
Taikyoku (太極) é uma série de kata de caratê, que foi criada pelo mestre Gichin Funakoshi, com o intuito de facilitar o aprendizado dos kata e do caratê em si. o embusen, isto é, o traçado em que se desenvolve o exercício, é emprestado do kata heian shodan, o qual possui a movimentação mais simples, asemelha-se à letra "I" romana.

## Juni no kata
Juni no kata (十二の型) é um kata que foi adaptado pelo mestre Kenwa Mabuni tendo por base os kata da série Taikyoku. Nesta cércea, do mesmo existem três variações, juni no kata Shodan (defesa baixa), nidan (defesa Shutô) e sandan (defesa alta). Se observarmos o kata de cima, o atleta faz um "I". Estes katas são, frequentemente usados para "exames" para a graduação amarela.